# Megacyllene powersi
Megacyllene powersi là một loài bọ cánh cứng trong họ Cerambycidae.